# Sebastohypertatos

Sigillo di piombo di Leone Sguro come sebastohypertatos

Sebastohypertatos (in greco σεβαστοϋπέρτατος?, lett. "il supremo venerabile") era un titolo onorifico bizantino. Il titolo costituì la base per un ulteriore titolo composto, protosebastohypertatos (in greco πρωτοσεβαστοϋπέρτατος?, cioè "il primo supremo venerabile").
Questi titoli facevano parte del riordino della titolatura bizantina sotto gli imperatori Comneni, dove furono creati titoli formati intorno all'epiteto precedentemente imperiale sebastos (la traduzione greca di Augusto) per denotare la parentela con l'imperatore. Per questo motivo, il sebastohypertatos e il protosebastohypertatos erano tra i titoli concessi ai generi dell'imperatore (gambroi). Secondo Lucien Stiernon, il protosebastohypertatos veniva assegnato ai mariti della terza figlia di un imperatore bizantino, e il sebastohypertatos al marito della quarta; mentre il marito della seconda portava il titolo di panhypersebastos, e quello della prima quello di Cesare. Il sebastohypertatos e il protosebastohypertatos compaiono entrambi per la prima volta nel regno di Giovanni II Comneno (regno 1118-1143): Manuele Anema, che sposò la terza figlia di Giovanni, Teodora, assunse il secondo, mentre Teodoro Vatatze, che sposò la quarta figlia di Giovanni, Eudocia, e Costantino Angelo, che sposò la quarta figlia di Alessio, Teodora, assunsero il primo.
Nelle lettere indirizzate ai portatori di questi titoli, forme come panhyperprotosebastohypertatos (in greco: πανυπερπρωτοσεβαστοϋπέρτατος, lett. "il primo venerabile supremo, al di sopra di tutti") e panhyperprotopansebastohypertatos (in greco: πανυπερπρωτοπανσεβαστοϋπέρτατος, lett. "il primo al di sopra di tutti, il supremo venerabile, al di sopra di tutti"), ma si tratta di semplici accrescimenti retorici dei titoli propri.